# Fortune Playhouse
Résidence
Le Fortune Playhouse (« Théâtre de la Fortune ») est un ancien théâtre de Londres de l'époque élisabéthaine. Il était situé à l'extérieur de la City, entre la Whitecross Street et l'actuelle Golden Lane (anciennement Golding Lane). Il entre en fonction en 1600, et est fermé en 1642 par le parlement puritain. Il est démantelé à partir de 1649, et il n'en existe plus aucune trace aujourd'hui.

## Historique
La fin du XVIIe siècle voit l'édification de plusieurs théâtres à Londres. Les premiers, The Theatre et le Curtain Theatre sont bâtis à Shoreditch, au nord de la City, en dehors de sa juridiction, afin d'échapper à l'hostilité de la municipalité, majoritairement puritaine. Les années suivantes, d'autres théâtres, comme The Rose et The Swan, s'installent à Southwark, sur la rive droite de la Tamise. Cette rive a l'avantage d'être à la fois en dehors de la juridiction de la ville de Londres, et pourtant facile d'accès depuis la Cité, car un nombre incalculable d'embarcations assure la traversée, palliant l'existence d'un unique pont.

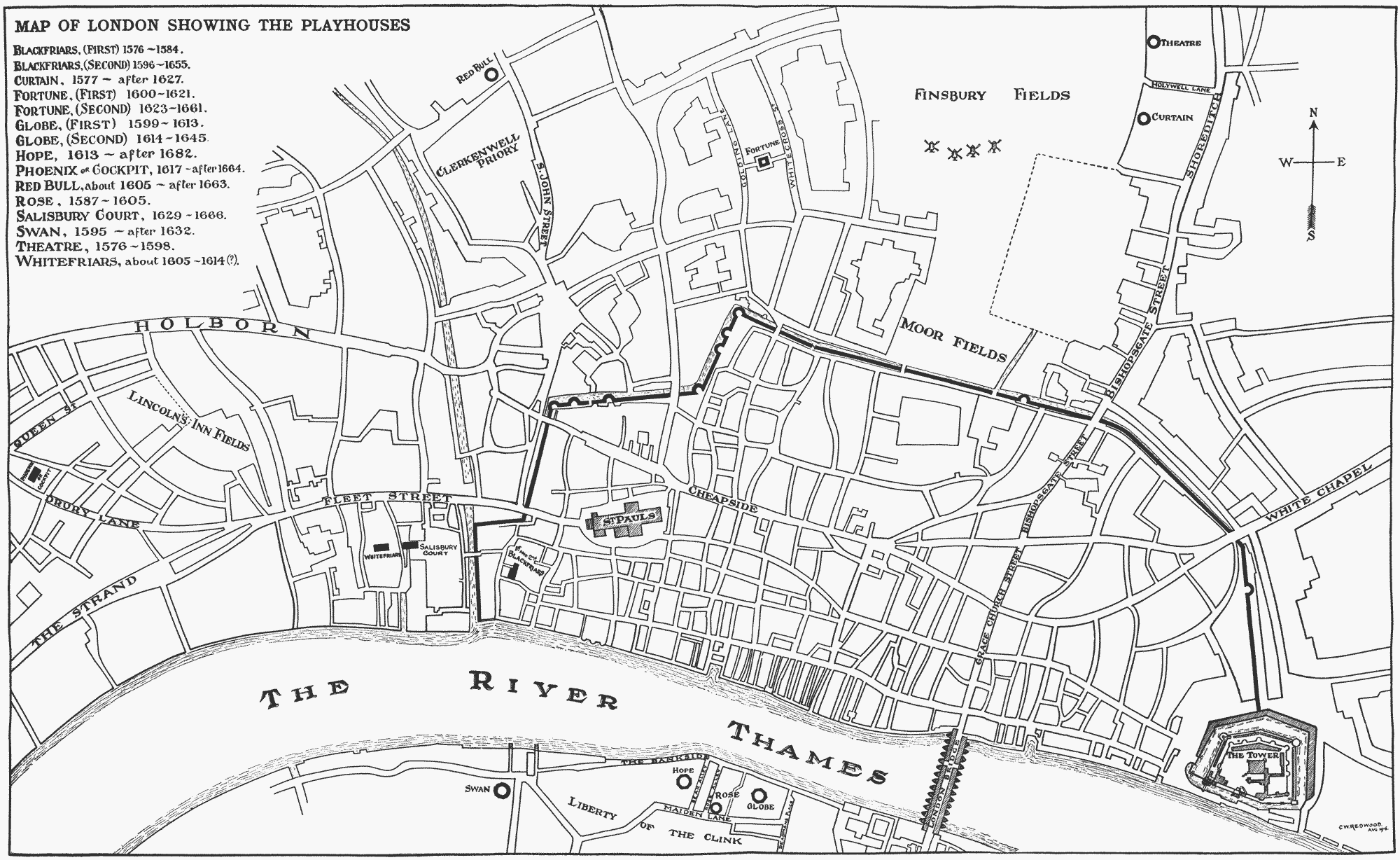
The Fortune Playhouse est représenté par un carré en haut au centre de cette carte des rues de Londres. Agrandir

En 1599, l'ancien The Theatre, où Shakespeare travaille comme acteur et dramaturge, est démonté à la suite de conflits entre le propriétaire des murs et chef de la troupe, James Burbage, et le propriétaire du terrain, Gyles Alleyn. Les matériaux, résultats de ce démontage, sont transportés de l'autre côté de la Tamise, à Southwark, où ils sont remontés, donnant naissance au Théâtre du Globe, appelé aujourd'hui « le théâtre de Shakespeare ».

### Construction

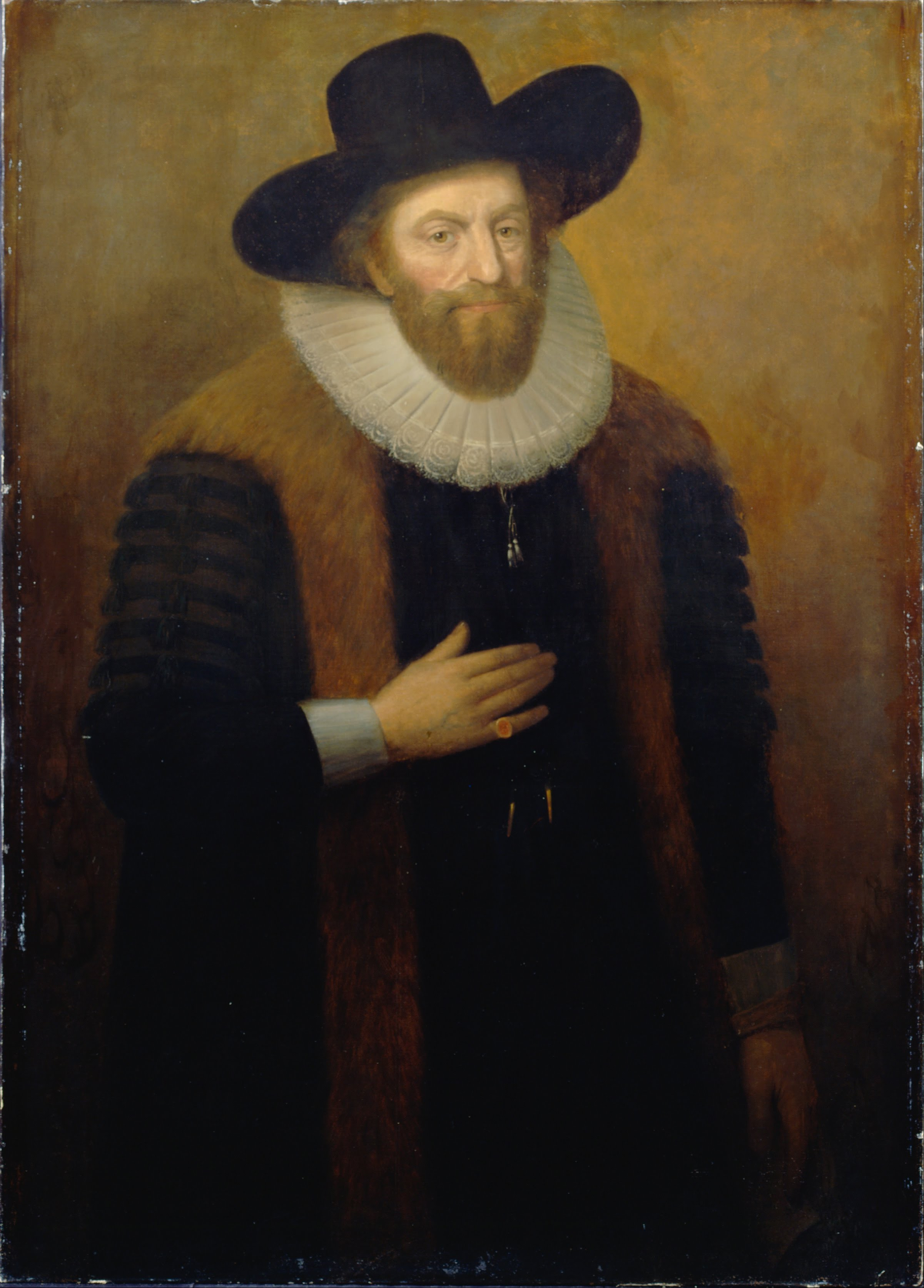
Edward Alleyn, propriétaire du Théâtre de la Fortune et homme d'affaires florissant en 1626.

L'implantation de ce nouveau théâtre à Southwark en 1599 porte un coup sévère aux recettes des théâtres de la rive droite de la Tamise. Le Globe s'est en effet installé à une quarantaine de mètres seulement du théâtre de la Rose, un bâtiment vieux d'un quart de siècle et dans un état de « dangereux délabrement ». Son propriétaire, Philip Henslowe, est un homme d'affaires éclectique, établi à Southwark depuis 1577. Il est à la fois entrepreneur de spectacles, imprésario, prêteur sur gages, brocanteur d'habits et de manuscrits, propriétaire de théâtre, de maisons de location, de lieux de prostitution et d'auberges, et enfin tanneur, teinturier et marchand de bois. Les spectacles que propose le théâtre de la Rose ne souffrent pas la comparaison avec ceux que produit la brillante association Burbage-Shakespeare. Il ne faut pas plus de six mois pour que Henslowe et son beau-fils, l'acteur Edward Alleyn, décident de fuir un concurrent aussi talentueux et de déplacer leurs activités théâtrales vers le nord de la ville,, en y construisant une salle de spectacle qui surpasse en taille et en magnificence le Théâtre du Globe. Voulant s'affranchir de l'autorité de la City, d'obédience puritaine, ils choisissent un terrain à St Giles without Cripplegate, en dehors des remparts de la City. C'est là, dans un quartier prometteur sur la franchise de Finsbury, entre Golden Lane et Whitecross Street, proche de l'actuel Barbican Centre, qu'ils louent, le 22 décembre 1599 pour une durée de trente trois ans, au prix de 240 £, une parcelle de terre pratiquement carrée, de 39 m de côté. Ce bail de longue durée sera transformé en 1610 en un acte de pleine propriété, moyennant le paiement de 600 £ supplémentaires.
Le journal de Philip Henslowe, retrouvé à Dulwich College, contient le contrat de construction du Théâtre de la Fortune, signé le 8 janvier 1600, prévoyant la livraison du théâtre pour le 25 juillet 1600, « si le chantier n'est pas retardé ou arrêté par décision des autorités ». Cette clause restrictive, sans doute ajoutée à l'initiative du chef de chantier, s'avère judicieuse, car les autorités de la paroisse de St. Giles veulent s'immiscer dans le projet. Alleyn doit faire appel au patron de la troupe, le comte de Nottingham, le Lord Admiral, pour que les travaux reprennent. Alleyn parvient même à obtenir l'autorisation écrite du Conseil privé, ce qui le met à l'abri de toute attaque municipale ou religieuse ultérieure. Les perturbations causées par les autorités de la paroisse de St. Giles ne créeront pas de retard trop important, puisque le théâtre sera livré le 8 août, au lieu du 25 juillet convenu.
Grâce à ce contrat de construction, ce théâtre est, de tous les théâtres élisabéthains, celui dont on connaît le mieux l'édification et la structure. Alors que les théâtres de l'époque sont majoritairement cylindriques (The Theatre, Curtain Theatre, Théâtre du Globe, etc.), les autres étant de forme rectangulaire, celui-ci est presque le seul de forme carrée. Reprenant peut-être la forme carrée du terrain sur lequel il est implanté, chaque côté du bâtiment mesure extérieurement 24,40 m et intérieurement 16,75 m, la différence provenant en partie de larges galeries, destinées à accueillir les spectateurs. Avec ses trois étages, il a une capacité comparable sinon supérieure à celle du Théâtre du Globe.
La structure originelle est en bois et les fondations en briques. Les trois étages mesurent, du plus bas au plus élevé, 12, 11 et 9 pieds de hauteur, les deux étages supérieurs faisant saillie d'un quart de mètre du côté de la scène. Les galeries sont larges de 3,80 m et disposent de sièges, tout comme les loges des gentilshommes et les loges à bon marché. Tout l'intérieur est latté et plâtré, et les loges possèdent un plafond. Les galeries et la scène sont couvertes de tuiles, et sont lambrissées et parquetées de chêne.
Le maître charpentier chargé de la construction est Peter Street, qui vient juste de démonter The Theatre pour construire le Théâtre du Globe. L'expérience de Street dans ce domaine évite à Henslowe et à Allyen d'entrer dans les détails, leur permettant de demander simplement que « les choses soient faites de la même façon que pour le dit théâtre appelé le Globe ». Les ouvertures extérieures sont garnis de pics de fer, vraisemblablement pour éviter que les resquilleurs n'escaladent les parois et s'introduisent dans les galeries. 
Selon les notes d'Alleyn, Peter Street reçoit 440 £, le coût total du bâtiment s'élevant à 520 £. En effet, lorsque le charpentier livre le bâtiment le 8 août 1600, il n'est pas encore peint, et il manque les rideaux, les tentures, la machinerie et tout l'équipement propre au théâtre. C'est pourquoi l'exploitation de ce théâtre ne commence pas avant la fin novembre 1600.
Le théâtre de la Fortune est le dernier théâtre élisabéthain à être construit pour présenter uniquement des pièces de théâtre. Par exemple un autre théâtre de Henslowe, le Hope, bâti en 1613, est conçu pour présenter également des combats d'ours.

### Activité théâtrale
Ce théâtre est occupé dès son achèvement par la troupe de Lord Admiral, qui prend le nom de troupe du prince lors de l'arrivée de Jacques Ier à Londres. Au fil des années, la tendance se confirme : le Globe maintient sa réputation de leader des théâtres publics londoniens, tandis que le Curtain Theatre, le Red Bull Theatre et le Fortune sont surtout connus pour chercher à attirer la masse : « la Fortune et le Red Bull sont principalement fréquentés par les habitants de la City et par la basse couche du peuple » signale le Historia Histrionica, réimprimé par Robert Dodsley.
Le 31 octobre 1618, la troupe du prince loue le théâtre d'Alleyn pour une durée de 41 ans au prix annuel de 200 £ et de deux barils de vin. Les prix pratiqués montrent que le Théâtre de la Fortune est une entreprise rentable. Le 24 avril 1620, Alleyn désigne le Dulwich College comme son légataire pour le Théâtre de la Fortune et d'autres propriétés, tout en se réservant la totalité des revenus jusqu'à sa mort.
Le 9 décembre 1621, le théâtre est détruit par un incendie. Edward Alleyn, qui en a la pleine propriété depuis la mort de Henslowe en 1616, le fait rebâtir immédiatement, cette fois entièrement en briques et sous la forme cylindrique classique, pour un coût qui dépasserait les 1 000 £. Le théâtre est de nouveau opérationnel en 1623, malgré la perte par la troupe de tout son répertoire, bien souvent manuscrit et non imprimé, détruit par le feu. En 1626, année de l'accession de Charles Ier au trône d'Angleterre, Alleyn meurt, mettant fin à la longue direction exercée sur ce théâtre par ce grand acteur, entrepreneur et montreur d'ours fortuné. La propriété passe au Dulwich College, et la troupe du prince continue à s'y produire.

### Fin du théâtre
En 1642, le Parlement puritain, sous la dictature militaire de Cromwell, décide de la fermeture de tous les théâtres. Cela est tout d'abord présenté comme une suspension due à la guerre civile. Les Londoniens sont habitués aux fermetures provisoires des théâtres, qui peuvent durer plusieurs mois, voire plus d'un an, par exemple lorsque, en cas d'épidémie, le seuil des morts de la peste dépasse les quarante par semaine. Les prolongations de cette suspension se succèdent jusqu'en juillet 1647 pour encore une durée de six mois. Certains théâtres, comme le Globe en 1644, sont démolis pendant cette période transitoire. Lorsque cette dernière ordonnance expire en janvier 1648, les acteurs, privés jusque-là de revenus, rouvrent rapidement le théâtre. La gazette The Kingdom's Weekly Intelligencer indique que le 27 janvier, pas moins de cent-vingt fiacres se pressent autour du bâtiment. Mais le 9 février 1648, la suspension se durcit en suppression : un nouveau décret exprime de façon non ambiguë son hostilité morale et théologique au théâtre, ordonnant la démolition des salles de spectacle. Le théâtre de la Fortune est ainsi délibérément saccagé le 24 mars 1649 par une compagnie de soldats, sans être apparemment totalement détruit, puisqu'en 1650, les gens de St. Giles demandent l'autorisation de se servir du théâtre délabré comme lieu de culte. On ne connaît pas la réponse faite par les autorités à cette demande.
En juillet 1656, une commission d'experts visite les lieux, et constate que par manque d'entretien, les fondations se désagrègent, les tuiles tombent, le bois pourrit, ce qui cause l'effondrement de certaines parties du bâtiment. Son état est tel que, selon la commission, on ne peut envisager des réparations, et la valeur de l'ensemble est évaluée à 80 £. En 1661, au début de la Restauration anglaise, l'ensemble de la propriété est mise en vente. Personne n'étant intéressé à reprendre ce bien, les matériaux du bâtiment sont finalement vendus à un certain William Beaven pour la somme de 75 £. Le Dulwich College note alors dans ses livres : « la dite salle de spectacle est maintenant complètement démolie ».
Dans son Londina Illustrata, Robert Wilkinson indique qu'au début du XIXe siècle, quelques vestiges de ce théâtre subsistent encore, et il en produit une gravure qui est souvent reproduite. Pourtant on n'y retrouve aucune ressemblance avec le théâtre de la Fortune de 1623, rebâti en forme de cylindre.

## Répliques modernes du théâtre
Le contrat de construction du théâtre établi entre Philip Heslowe et Peter Street fournit une description détaillé du bâtiment, mais sans aucun plan. S'inspirant de cette description, des répliques modernes du théâtre ont été construites en divers endroits du monde.
- Le musée universitaire Waseda University Tsubouchi Memorial Theatre Museum a été construit en 1928 à l'Université Waseda de Tokyo sur le modèle du Théâtre de la Fortune.
- En 1959, à Ashland dans l'Oregon, le théâtre élisabéthain destiné à l'Oregon Shakespeare Festival (en), est conçu par Richard Hay (en), qui se base sur les dimensions figurant dans le contrat. Mais la disposition de la scène et les aménagements intérieurs sont de pures conjectures, puisque les plans originels n'ont jamais existé.
- Il existe une réplique de ce théâtre à l'Université d'Australie-Occidentale à Perth. Il peut accueillir 340 spectateurs sur quatre niveaux[34].